# Trigonella bicolor
Trigonella bicolor là một loài thực vật có hoa trong họ Đậu. Loài này được (Boiss. & Balansa) Lassen miêu tả khoa học đầu tiên.